# 天使在身邊
《天使在身邊》，為泰國GMM 25與LINE TV於2020年1月18日起播出的奇幻愛情喜劇，改編May112的原作小說，由JJ及Jane主演。
此劇由GMMTV製作，在2018年11月GMMTV的「Wonder Th13teen」新劇宣傳活動上公開先導預告片。此劇原定於2019年內放映，但最後延遲至2020年1月在GMM 25電視台及LINE TV首播，同年4月終映。

## 劇情簡介
自認人生悲慘至極的女孩Lin，決定要以跳樓結束生命，但在她準備自殺的時候突然出現一聲巨響。在這時，一個自稱是天使的男子Mikael，在觀察了她企圖自殺的過程後，從神界降臨到她家。Mikael作為天堂裡的幸福天使，他了解人類的感受，諸如品味、興奮、疲勞、憤怒、痛苦和愛等等的感覺。他決定在人間以與一般男人毫無差別的面貌，開始在她的身邊幫助Lin，改變她不如意的人生。

## 演員陣容
註：括號內的演員姓名為小名。

### 主要人物
- 可林桑拉鋪·皮木頌克朗（JJ）飾演 Mikael Lansaladon Aekisna Ares（天界名稱）/ Somchai（人間名稱）

米迦勒，天使之王，幸福天使，從天堂降臨幫助Lin的天使。在王的交接儀式前因不明原因從天堂降落到Lin的家，起初對如何在人間生活一無所知，在Lin的引導下漸漸適應生活，而Lin亦為他改了名稱為簡單的「Somchai」譯名「宋猜」。為了方便寄宿在女生宿舍，化名「Somying」（宋穎）以瞞過宿管阿姨。
- 娜米妲·吉勒娜拉帕（Jane）飾演 Lin

生活不如意的法學院女生，被債務和學業壓得喘不過氣，在準備自殺時被Mikael撞破天花板的聲音所嚇到，後來在他的治癒和幫助下生活漸漸好起來。不相信Somchai是天使，認為他只是單純過頭。譯名「小琳」

### 其他人物
- Pongkool Suebsung 飾演 Thong / Troposphere Celsius Ezekiel（天界名稱）

「天使燒烤店」老闆，時常幫助Somchai跟Lin。真實身分是掌管天氣與溫度的天使。
- 吉拉迪·塔瓦翁（Mek）飾演 Luke

Lin的朋友，真實身分是撒旦。因為喜歡小琳，原本要誘導小琳自殺後未遂，後來誘導小琳偷盜犯罪。
- 茱塔芘·英德拉瓊德拉（Jamie）飾演 Punpun

住在Lin宿舍房間隔壁的同學，曾一度以為Somchai是她的真命天子。為Thong前世愛人的轉生。
- 功博·占乍倫（Joke）飾演 Stephen Shepherd

執法天使，嘗試抓住掌管天氣的天使。
- 蘇萌瑞特·沃坦納斯拉瑞（Peemai）飾演 Rarin

Lin的媽媽，為一位保險業務員。高中時就生下Lin，後來再婚，對Lin的生活不聞不問，只有需要錢的時候才會去找Lin。
- 帕查娜·塔布彤（Kapook）飾演 Dujao

前世為掌管天氣的天使在人間的愛人，後生飾演法學院的院花。
- 瓦拉妮·塔瓦翁（Mook）飾演 Serena

與Somchai一起拍照的模特兒，宣稱自己為Somchai的未婚妻，撒旦偽裝，潛伏在沒有法力的Somchai身邊，在月全食要殺了Somchai。

### 特別出演
- 陂諾皮帕·帕塔納汕他儂（Plustor）飾演 守護天使
- 吳夢凡（Pluem）飾演 守護天使
- 帕塔丹·詹金（Fiat）飾演 Gabriel 加百列熾天使，Mikael的輔佐。
- 甘雅拉·露安瓏（Piploy）飾演 Lin的朋友。
- 尼替·柴契塔通（Pompam）飾演 天使長
- 娜帕誦·薇拉尤蒂萊（Puimek）飾演 愛情天使
- 哈里·奇瓦加隆（Ssing）飾演 希望中獎的人
- 彩拿甘·阿旁蘇提南（Gunsmile）飾演 Munggorn

## 劇集迴響

### 泰國電視收視
- 收視最低的集數以藍色表示，收視最高的集數以紅色表示，而空格則表示該集的收視沒有相關數據。

| 集數 No.     | 播放日期      | 播放時段 (UTC+07:00) | 平均收視率 | 來源   |
| ------------ | ------------- | -------------------- | ---------- | ------ |
| 1            | 2020年1月18日 | 星期六 21:25         | 0.144      | [ 8 ]  |
| 2            | 2020年1月25日 | 星期六 21:25         | 0.228      | [ 9 ]  |
| 3            | 2020年2月1日  | 星期六 21:25         | 0.185      | [ 10 ] |
| 4            | 2020年2月8日  | 星期六 21:25         | 0.211      | [ 11 ] |
| 5            | 2020年2月15日 | 星期六 21:25         | 0.231      | [ 12 ] |
| 6            | 2020年2月22日 | 星期六 21:25         | 0.267      | [ 13 ] |
| 7            | 2020年2月29日 | 星期六 21:25         | 0.277      | [ 14 ] |
| 8            | 2020年3月7日  | 星期六 21:25         | 0.294      | [ 15 ] |
| 9            | 2020年3月14日 | 星期六 21:25         | 0.140      | [ 16 ] |
| 10           | 2020年3月21日 | 星期六 21:25         | 0.177      | [ 17 ] |
| 11           | 2020年3月28日 | 星期六 21:25         | 0.174      | [ 18 ] |
| 12           | 2020年4月4日  | 星期六 21:25         | 0.273      | [ 19 ] |
| 平均收視率 1 | 平均收視率 1  | 平均收視率 1         | 0.217      | [ 20 ] |

^1  基於每集的平均觀眾份額。

## 外部連結
- GMMTV官方網站 （页面存档备份，存于）（泰文）
- MyDramaList 劇集介紹及劇評（英文）
- 豆瓣劇集介紹 （页面存档备份，存于）（中文）